# Rhyacophila siskiyou
Rhyacophila siskiyou là một loài Trichoptera trong họ Rhyacophilidae. Chúng phân bố ở miền Tân bắc.